# RC Lens
Der Racing Club de Lens ist ein französischer Fußballverein aus der nordfranzösischen Stadt Lens im Département Pas-de-Calais. Der bisher größte Erfolg der Vereinsgeschichte wurde 1998 mit dem Gewinn der Meisterschaft errungen.
Die Vereinsfarben sind Rot und Gelb. Von Fans und Presse werden sie als „Blut und Gold“ (frz. Sang et Or) bezeichnet. Die Mannschaft trägt ihre Spiele im Stade Bollaert-Delelis aus. Seit 2018 Vereinspräsident und Nachfolger des langjährigen Amtsinhabers Gervais Martel ist Joseph Oughourlian, ein Fondsmanager. Die Ligamannschaft trainiert seit Anfang 2020 Franck Haise, der Philippe Montanier ablöste. Seit der Saison 2020/21 spielt der Verein in der Ligue 1.

## Geschichte

### Die ersten Jahre
Der Ursprung des Vereins geht bis ins Jahr 1905 zurück, als Studenten in Lens auf dem „Place Verte“ begannen Fußball zu spielen. Ein Jahr später wurde der Club gegründet. Der Name Racing Club Lens wurde bei der Gründung in Anlehnung an den historischen Racing Club de France ausgewählt. Der Verein ist heute bekannt für seine roten und gelben Trikots. Die ersten Trikots hatten jedoch die Farben grün und schwarz, in Anlehnung an den Bergbau, von welcher die ganze Region lebte und dessen Geschichte auch eng mit dem Verein verbündet ist. So galt Racing bis ungefähr zur Wende vom 20. zum 21. Jahrhundert – und damit auch weit über das Ende des Steinkohlebergbaus hinaus – als der französische „Kumpelklub“ schlechthin; die Franzosen verwenden dafür die durchaus nicht negativ konnotierte Bezeichnung „Gueules noires“ („Schwarzfressen“). Dieses Bild haben Verein, Anhänger, Stadtväter und Medien lange kolportiert. Tatsächlich war er aber eher der Verein der örtlichen Bergbaugesellschaft von Lens-Lievin: Mitglieder der Geschäftsleitung lenkten und finanzierten den Klub jahrzehntelang, bauten auf dem Unternehmensgelände das Stadion, beschäftigten bis in die 1960er Jahre hinein einen Großteil der Spieler – für die ein Aufrücken in den Profikader häufig einen Wechsel von der Unter- zur Übertagebeschäftigung bedeutete – und unterstützten auch Racings offiziellen Fanclub Les Sang et Or. Während des Ersten Weltkrieges wurde der Spielbetrieb eingestellt. 1919 wurde dieser wieder aufgenommen, wobei dort zum ersten Mal die Vereinsfarben gewechselt wurden. Das Grün-Schwarz wurde durch himmelblaue Trikots ersetzt.

### Blut und Gold
Ein zweites Mal wurden diese Farben im Jahre 1924 gewechselt. Von nun an und bis heute trat der Verein in rot und gelb auf. Die Legende besagt, dass die Farben vom damaligen Präsidenten Moglia (1923–1930) in Anlehnung an die Farben der spanischen Flagge ausgewählt wurden. Auch hier lässt sich eine Verbindung zum Bergbau herstellen, da weiter behauptet wird, dass das Rot für das Blut im Bergbau und das Gelb für das Gold stehe. Das Vereinsmotto, welches der Verein noch heute mit stolz lebt, war geboren. Auf sportlicher Ebene wurde der erste nennenswerte Erfolg 1929 errungen, als zum ersten Mal die nordfranzösische Meisterschaft gewonnen wurde. Dennoch gehörte Lens nicht zu den Gründervereinen der 1932 gegründeten Division 1. Einen weiteren Meilenstein stellte der Bau des Stade Félix-Bollaert dar, in welchem der Verein noch heute seine Heimspiele austrägt.

### Erste Jahre im Profifußball
In der ersten Liga spielte Lens zum ersten Mal 1937. Im Kampf um den Aufstieg schaffte man es den US Valenciennes und die AS Saint-Étienne hinter sich zu lassen. Die erste Saison beendete man auf Platz 14, die zweite Saison beendete man auf dem siebten Platz. Mit Beginn des Zweiten Weltkrieges musste auch der französische Fußball einen großen Einschnitt hinnehmen. Durch die deutsche Besetzung war es nicht mehr möglich eine landesweite Meisterschaft auszutragen. Daher wurde zwischen 1939/40 und 1944/45 die Zonenmeisterschaft ausgetragen. Offiziell wurden der Meistertitel nicht ausgespielt, zwischen 1941 und 1944 wurde vier Mal in Folge die Zonenmeisterschaft gewonnen. Darüber hinaus gelang es dem Racing Club 1940 zum ersten Mal ins Halbfinale des Coupe de France einzuziehen. Das Spiel gegen Olympique Marseille ging deutlich mit 9:1 verloren. In der ersten Saison nach dem Zweiten Weltkrieg gelang mit dem 6. Platz das zu diesem Zeitpunkt beste Ergebnis der Division 1 Geschichte. Die große Ernüchterung folgte in der Saison 1947, wo man am Ende der Saison als 17. den Abstieg in die 2. Liga hinnehmen musste. Nach zehn Jahren im Profifußball war der Verein nur noch zweitklassig. In der ersten Saison im Unterhaus missglückte der Aufstieg mit Platz acht am Ende der Saison noch ziemlich deutlich. Für Furore sorgte „Les Sang et Or“ im Pokal. Der Zweitligist schaffte es bereits in der 1. Runde mit einem 3:0 über den Erstligisten AS Saint-Etienne für eine Überraschung zu sorgen. Nach weiteren Siegen gegen AS Bayeux, Stade Rennes und Stade Français stand Lens zum ersten Mal in der Vereinsgeschichte im Pokalfinale und stand dicht vor dem ersten wichtigen Titelgewinn. Im Finale kam es ausgerechnet zum Zusammentreffen mit dem Erzrivalen OSC Lille. Lille gehörte zu diesem Zeitpunkt zu den besten Mannschaften in Frankreich und gewann das Finale mit 3:2. 1949 gelang mit dem 1. Platz in der 2. Liga nach zwei Jahren Abstinenz die Rückkehr in die Division 1.

### Etablierung im Profifußball
Die ersten Jahre nach der Rückkehr waren vom Abstiegskampf geprägt. Drei Jahre spielte Lens unten im Keller mit, schaffte es teilweise nur knapp die Klasse zu halten und einen erneuten Abstieg zu verhindern. Die erfolgreichste Zeit begann 1955 mit dem 3. Platz. Dieser wurde in den beiden folgenden Jahren übertroffen, als Lens jeweils Vizemeister wurde. 1957 war es dabei besonders knapp, als am Ende der Saison nur einen Punkt auf OGC Nizza fehlte, um den ersten Meistertitel zu gewinnen. 1958 gelang es nicht, an die erfolgreichen Vorjahre anzuknüpfen und man beendete die Saison auf Platz elf. Für Aufsehen sorgte man wieder im Pokal, wo man das Halbfinale erreichte und erst gegen Stade Reims rausflog. Die folgenden Jahre waren von vielen Auf und Abs geprägt. Lens pendelte meist zwischen Mittelfeld und Abstiegskampf, konnte aber mit Ausnahme des 3. Platzes 1964 nicht mehr an die Erfolge der 1950er Jahre anzuknüpfen. Daraus folgte der Abstieg in der Saison 1968, nach 20 Jahren war der Verein wieder nur noch zweitklassig.

### Die schwierigen 1970er und 1980er Jahre
Der sportliche Abstieg des Vereines war eng mit dem Ende der Kohleära verbunden. Durch die finanziellen Probleme gelang es nicht, sich in der Spitzengruppe etablieren. Nach dem Abstieg wurde die erste Saison in der Division 2 auf dem siebten Platz beenden. Dennoch stieg Lens am Ende ab, da der Verein aufgrund der finanziellen Schieflage einen Neuaufbau als Amateurverein starten sollte. Nach zwei Abstiegen in Folge startete Lens 1970 somit nur noch in der drittklassigen Amateurliga, wo der Neuaufbau starten sollte. Es blieb bei einer Saison, als vierter gelang der direkte Wiederaufstieg in die Division 2 und die Rückkehr in den Profifußball. In der Division 2 spielte Lens von Anfang an eine gute Rolle und verpasste als dritter zwei Mal knapp den Aufstieg. 1972 sorgte man als Zweitligist erneut im Pokal für Aufsehen, als man im Halbfinale knapp am Erstligisten SC Bastia scheiterte. Das Hinspiel ging mit 3:0 noch deutlich verloren, im Rückspiel lieferte man einen großen Kampf und schaffte es mit einem 2:0-Sieg noch fast das Ergebnis aus dem Auswärtsspiel auszugleichen. 1973 gelang nach fünf Jahren in der 2. und 3. Liga mit dem 1. Platz die ersehnte Rückkehr ins Oberhaus des französischen Fußballs. Anders als nach dem letzten Aufstieg in die Division 1 schaffte es Lens dieses Mal von Beginn an, eine gute Rolle zu spielen. Die erste Saison wurde auf Platz zehn beendet, die zweite Saison schon auf einem starken siebten Platz. Als Krönung gelang zum zweiten Mal der Einzug ins französische Pokalfinale. 27 Jahre nach der Niederlage gegen Lille musste man sich auch Saint-Etienne geschlagen geben. Am Ende stand es 0:2. Da sich die ASSE als Meister schon für den Europapokal der Landesmeister qualifiziert hatte, erbte Lens den Platz für den Europapokal der Pokalsieger. In der Saison 1976 spielte man somit zum ersten Mal international. In der ersten Runde wurde der irische Vertreter Home Farm FC zugelost. Nach einem 1:1 im Auswärtsspiel gelang zu Hause mit einem 6:0-Sieg souverän der Einzug in die nächste Runde. Im Achtelfinale ging es gegen den holländischen Vertreter ADO Den Haag, wo beide Spiele knapp verloren gingen. 1976 spielte Lens noch lange gegen den Abstieg, schaffte es 1977 wieder eine sehr starke Saison zu spielen und zum 3. Mal in der Vereinsgeschichte die Vizemeisterschaft zu gewinnen. Zum Titel fehlten am Ende neun Punkte auf den FC Nantes. Der tiefe Fall kam ein Jahr später. Als Vizemeister war Lens zum ersten Mal berechtigt im UEFA-Pokal anzutreten, wo man nach teils furiosen Siegen über Malmö FF und Lazio Rom im Achtelfinale am 1. FC Magdeburg scheiterte. Enttäuschender war da die Leistung in der Meisterschaft, wo man als Vizemeister gestartet am Ende wegen der schlechteren Tordifferenz gegenüber Olympique Lyon als 18. zum 3. Mal den Gang in die Division 2 angehen musste. Der Abstieg wurde direkt in der ersten Saison als Zweiter mit dem direkten Wiederaufstieg wieder gerade gerückt. 1981 scheiterte Lens abermals im Halbfinale des Pokals. 1983 qualifizierte man sich als vierter der Division 1 erneut für den UEFA Cup. Nachdem bereits zwei belgische Vertreter ausgeschaltet worden waren, scheiterte man im Achtelfinale am RSC Anderlecht. Auch 1986 schaffte man es sich für den UEFA Cup zu qualifizieren, scheiterte bereits in der 1. Runde an Dundee United.

### Tiefer Fall und goldene Ära
Im Jahre 1988 wurde der Abstieg als 17. knapp verhindert. Neuer Präsident wurde währenddessen Gervois Martel, der in den nächsten Jahrzehnten die Fäden des Vereins zog. In seiner ersten Saison schaffte er es nicht den erneuten Abstieg aus der Ligue 1 zu verhindern, wodurch Lens erneut nur noch zweitklassig war. Dieses Mal misslang der direkte Wiederaufstieg, in der zweiten Saison reichte Platz zwei, um die Rückkehr in die Ligue 1 zu feiern. Die erfolgreichsten Jahre begannen mit dem ersten wichtigen Titelgewinn in der Vereinsgeschichte. Im Coupe de la Ligue gelang es dem RC bis ins Finale einzuziehen, wo gegen den FC Metz der Titel gefeiert wurde. 1995 gelang als fünfter die Rückkehr in den Europapokal, im UEFA Cup scheiterte man 1996 im Achtelfinale an Slavia Prag. Gleichzeitig wiederholte man den 5. Platz im Vorjahr und qualifizierte man sich erneut für den UEFA Cup, wo man bereits in der 1. Runde an Lazio scheiterte. Nachdem die Saison 1997 auf Platz 13 beendet und der Europapokal so verpasst worden war, begann die erfolgreichste Saison der Vereinsgeschichte. Wegen der besseren Tordifferenz gegenüber dem FC Metz gelang 1998 der Gewinn des ersten Meistertitels. Auch in den Pokalwettbewerben sorgte man für Furore. Im Coupe de France wurde zum 3. Mal das Finale erreicht, wie auch in den beiden vorherigen Endspielen gelang es Lens nicht, das Finale für sich zu entscheiden. Am Ende war Paris Saint-Germain eine Nummer zu groß, Lens verlor mit 2:1. Auch im Ligapokal zeigte man wieder starke Leistungen, scheiterte im Halbfinale. Trotz der starken Leistungen in der Saison schaffte es kein Spieler in den Kader der französischen Nationalmannschaft, die beim Turnier 1998 im eigenen Land den Weltmeistertitel gewann.

#### Die Meistermannschaft RC Lens
| RC Lens | |
|         | - Tor: Guillaume Warmuz (34/-) - Abwehr: Frédéric Déhu (32/1), José-Karl Pierre-Fanfan (12/-), Yoann Lachor (27/2), Cyrille Magnier (26/-), Xavier Méride (7/-), Aboubacar Sankharé (3/-), Éric Sikora (33/-), Jean-Guy Wallemme (28/-) - Mittelfeld: Hervé Arsène (19/1), Philippe Brunel (33/1), Mickael Debève (29/2), Marc-Vivien Foé (18/2), Wilson Oruma (7/-), Romain Pitau (2/-), Vladimír Šmicer (28/7), Stéphane Ziani (32/11) - Angriff: Titi Camara (12/1), Anto Drobnjak (31/14), Wagneau Eloi (20/3), Tony Vairelles (32/9) - Trainer: Daniel Leclercq |

### Jahre als Spitzenclub
Als französischer Meister war Lens berechtigt in der Saison 1998/99 in der UEFA Champions League anzutreten. Zum ersten Mal war der Club somit im wichtigsten europäischen Vereinswettbewerb vertreten. Zum Auftakt gab es ein 1:1 gegen den FC Arsenal. Nach je einem Sieg und einer Niederlage gegen Panathinaikos Athen, einem 1:1 gegen Dynamo Kiew und einem 1:0-Sieg gegen Arsenal hatte Lens am letzten Spieltag gegen die Ukrainer die Chance bereits mit einem 0:0 das Viertelfinale zu erreichen. Das Spiel ging mit 1:3 verloren – Lens schied als Gruppenzweiter aus. National konnte man an die Vorsaison nicht anknüpfen und beendete die Saison auf Platz sechs. Im Ligapokal sorgte man wieder für Aufsehen, gewann zum zweiten Mal den Titel und qualifizierte sich so für den UEFA-Pokal. Die Saison 2000 war die international bisher beste Saison der Vereinsgeschichte. Die Mannschaft kämpfte sich bis ins Halbfinale vor, wo man nach zwei Niederlagen am FC Arsenal scheiterte. Der Traum vom Finale war somit ausgeträumt. 2001 spielte man wieder lange gegen den Abstieg, schaffte den Klassenerhalt und zeigte schon bald wieder besseren Fußball. 2002 spielte Lens um den Gewinn der zweiten Meisterschaft der Vereinsgeschichte und ging als Tabellenführer mit einem Punkt Vorsprung ins direkte Duell mit Olympique Lyon am letzten Spieltag. Lens hätte an diesem Tag bereits ein Remis gereicht, um Meister zu werden. Jedoch gewann Lyon das Heimspiel mit 3:1 und Lens wurde Vizemeiste. Als Vizemeister schaffte man es, sich zum zweiten Mal für die UEFA Champions League zu qualifizieren, wo man in einer Gruppe mit der AC Mailand, dem FC Bayern München und Deportivo La Coruña den dritten Platz erreichte. Im UEFA Cup scheiterte man daraufhin mit insgesamt 1:3 Toren am späteren Sieger FC Porto. In den folgenden Jahren spielte Lens regelmäßig in der Spitzengruppe der Ligue 1 mit und qualifizierte sich für den UEFA Cup, wo es nicht weiter als ins Achtelfinale 2007 ging. Diese Saison endete auf bittere Art und Weise, als am letzten Spieltag durch eine Niederlage beim bereits abgestiegenen ES Troyes AC der dritte Platz verspielt wurde, welcher für die Champions-League-Quali berechtigte.

### Jahre als Fahrstuhlmannschaft
Die Saison 2007/08 wurde zum Desaster. Die Mannschaft wurde zunächst von Trainerlegende Guy Roux trainiert, welcher aus gesundheitlichen Gründen bald zurücktrat. Sportlich lief es überhaupt nicht nach Plan, so kam im UEFA-Pokal schon in der 1. Runde gegen den FC Kopenhagen das Aus. Im französischen Ligapokal wurde nochmals für Furore gesorgt, zum dritten Mal stand Lens im Finale, verlor aber durch einen Treffer in der Nachspielzeit gegen Paris Saint-Germain mit 1:2 und musste somit bei der dritten Finalteilnahme die erste Niederlage hinnehmen. Am 17. Mai musste der Verein nach einem 2:2 gegen Vizemeister Girondins Bordeaux trotz 40 erreichten Punkten nach 18 Jahren in der Ligue 1 den Gang in die 2. Liga antreten. Heutzutage gehört der RCL dem Präsidenten Gervais Martel, der diese Position bereits von 1988 bis 2012 innehatte, und dem aserbaidschanischen Großunternehmer Hafiz Məmmədov beziehungsweise dessen Baghlan Group, dem auch der FK Baku gehört und der wesentliche Investitionen bei Atlético Madrid und dem FC Porto getätigt hat. Diese beiden kauften Mitte 2013 die Aktien des Vereins vom Crédit Agricole zurück. Unter dem neuen Besitzer gelang nach zwei Jahren im Mittelfeld der 2. Liga im Mai 2014 der ersehnte Wiederaufstieg in die Ligue 1. Sportlich wurde der Aufstieg zwar geschafft, finanziell war jedoch lange unklar, ob Lens auch in der Ligue 1 antreten darf. Eine sportliche Entscheidung hierzu verzögerte sich bis kurz vor Saisonbeginn angesichts der Aufdeckung von finanziellen Ungereimtheiten. Am Ende durften keine Transfers getätigt werden, sodass der Aufstiegskader aufgefüllt mit Jugendspielern den Klassenerhalt bringen sollte. Das Unternehmen scheiterte, bereits vier Spieltage vor Saisonende stand der nächste Abstieg in die Ligue 2 fest. Nachdem am 30. April 2020 die ersten beiden Ligen Frankreichs aufgrund der Corona-Pandemie abgebrochen worden waren und der Punktequotient als Maßstab ausgewählt worden war, stand der Wiederaufstieg in die Ligue 1 fest.
In der Saison 2022/23 gab es ein Kopf-an-Kopf-Rennen um die Meisterschaft, das direkte Duell gegen den späteren Meister Paris Saint-Germain ging mit 1:3 verloren. Während der Hauptstadtklub daraufhin mehrfach patzte, gewann Lens die sieben restlichen Ligaspiele. Am Ende verpasste man die Meisterschaft dennoch um einen Punkt, sicherte sich aber die Teilnahme an der UEFA Champions League 2023/24. Nach einem schwachen Start in der Liga musste der RCL in der Königsklasse eine Gruppe mit dem FC Arsenal, der PSV Eindhoven und dem amtierenden Europa-League-Sieger FC Sevilla überstehen. Es gelang hierbei ein Achtungserfolg, als man Arsenal am zweiten Spieltag mit 2:1 schlug. Im direkten Duell um Platz drei gewann man am letzten Spieltag auch gegen den FC Sevilla mit 2:1 und spielte daraufhin in der K.O.-Runde der Europa League weiter. In der zugehörigen Zwischenrunde wurde der SC Freiburg als Gegner zugelost. Nachdem das Hinspiel in Lens mit 0:0 geendet hatte, gingen die Franzosen im Rückspiel mit 2:0 in Führung. Die Freiburger glichen noch innerhalb der regulären Spielzeit aus und am Ende verlor Lens nach Verlängerung mit 2:3. Die Saison 2023/24 wurde auf Platz sieben beendet, da die Leistungen nach dem Ausscheiden aus der Europa League zu schwächeln begonnen hatten. Von den letzten zwölf Saisonspielen gewann Lens nur vier. So musste man sich mit der Playoff-Runde der Qualifikation zur UEFA Conference League 2024/25 zurechtfinden.

## Ligazugehörigkeit und Erfolge
In der höchsten Spielklasse (Division 1, 2002 in Ligue 1 umbenannt) war Lens zuvor in den Saisons 1937–1943, 1944–1947, 1949–1968, 1973–1978, 1979–1989, 1991–2008, 2009–2011 und 2014/15 vertreten.
- Französischer Meister: 1998
- Französischer Pokalfinalist: 1948, 1975, 1998
- Ligapokalsieger: 1994, 1999 (und Finalist 2008)
- Gewinner der Coupe Drago: 1959, 1960, 1965
- Europapokale: UI-Pokalsieger 2005

## Das Nord-Derby
Die Spiele von Racing Lens gegen den etwa 25 km entfernt beheimateten, 1944 aus einer Fusion entstandenen Nachbarn Lille OSC sind das älteste und renommierteste französische Lokalderby seit der Einführung des Profifußballs. Von 1945 bis einschließlich der Saison 2014/15 ist es 110-mal ausgetragen worden. Es galt bis zum Niedergang der beiden alten Industrien in den späten 1960er Jahren zugleich als ein Symbol für die sozialen Diskrepanzen zwischen dem bergbaulich-proletarischen Lens und dem textilindustriell-bürgerlichen Lille.
Zehn der 110 Begegnungen waren Pokalspiele (einmal im Liga- und neunmal im Landespokal), darunter das „Finale der Ch’tis“ um die Coupe de France 1947/48, zu dem etwa 25.000 Fans der beiden Klubs in das Stade Olympique Yves-du-Manoir gekommen waren. Die 100 Derbys, in denen es um Punkte ging, fanden bis auf acht Partien stets in der höchsten Spielklasse statt. Lens hat es auf 34 Siege gebracht, und ebenso viele Duelle endeten unentschieden; 42-mal hatte der RCL das Nachsehen gegen den LOSC. Immerhin gelang Racing der höchste Sieg dieses Nordderbys (7:0 in der dritten Liga, Mai 1970), und auch beim torreichsten Aufeinandertreffen (5:3 in der Division 1, Dezember 1979) behielt Lens die Punkte für sich. (Stand: Oktober 2016)

## Aktueller Kader 2024/25
Stand: 4. Mai 2025
| Nr.        | Nat.                         | Name                | Geburtstag | im Verein seit | Vertrag bis |     |
| Tor        | Tor                          | Tor                 | Tor        | Tor            | Tor         | Tor |
| ---------- | ---------------------------- | ------------------- | ---------- | -------------- | ----------- | --- |
| 01         | Slowenien                    | Denis Petrić        | 24.05.1988 | 2024           | 2025        |     |
| 16         | Burkina Faso                 | Hervé Koffi         | 16.10.1996 | 2024           | 2028        |     |
| 30         | Australien                   | Mathew Ryan         | 08.04.1992 | 2025           | 2025        |     |
| Abwehr     |                              |                     |            |                |             |     |
| 02         | Frankreich                   | Ruben Aguilar       | 26.04.1993 | 2023           | 2026        |     |
| 03         | Kolumbien                    | Deiver Machado      | 02.09.1993 | 2021           | 2026        |     |
| 04         | Bosnien und Herzegowina      | Nidal Čelik         | 17.07.2006 | 2025           | 2029        |     |
| 13         | Ecuador                      | Jhoanner Chávez     | 25.04.2002 | 2024           | 2028        |     |
| 14         | Argentinien                  | Facundo Medina      | 28.05.1999 | 2020           | 2028        |     |
| 20         | Frankreich                   | Malang Sarr         | 23.01.1999 | 2024           | 2026        |     |
| 24         | Frankreich                   | Jonathan Gradit     | 24.11.1992 | 2019           | 2028        |     |
| 27         | Sierra Leone                 | Juma Bah            | 11.04.2006 | 2025           | 2025        |     |
| 34         | Frankreich                   | Tom Pouilly         | 18.06.2003 | 2024           | 2027        |     |
| Mittelfeld |                              |                     |            |                |             |     |
| 11         | Frankreich                   | Angelo Fulgini      | 20.08.1996 | 2023           | 2027        |     |
| 15         | Nigeria                      | Hamzat Ojediran     | 14.11.2003 | 2024           | 2028        |     |
| 18         | Frankreich                   | Andy Diouf          | 17.05.2003 | 2023           | 2028        |     |
| 21         | Marokko                      | Anass Zaroury       | 07.11.2000 | 2024           | 2028        |     |
| 23         | Marokko                      | Neil El Aynaoui     | 02.07.2001 | 2023           | 2027        |     |
| 26         | Senegal                      | Nampalys Mendy      | 23.06.1992 | 2023           | 2025        |     |
| 28         | Frankreich                   | Adrien Thomasson    | 10.12.1993 | 2023           | 2026        |     |
| Sturm      |                              |                     |            |                |             |     |
| 07         | Frankreich                   | Florian Sotoca      | 25.10.1990 | 2019           | 2026        |     |
| 08         | Angola                       | M’Bala Nzola        | 18.08.1996 | 2024           | 2025        |     |
| 09         | Uruguay                      | Martín Satriano     | 20.02.2001 | 2024           | 2025        |     |
| 19         | Zentralafrikanische Republik | Goduine Koyalipou   | 15.02.2000 | 2025           | 2028        |     |
| 22         | Frankreich                   | Wesley Saïd         | 19.04.1995 | 2021           | 2026        |     |
| 25         | Schweden                     | Jeremy Agbonifo     | 24.10.2005 | 2025           | 2025        |     |
| 36         | Guadeloupe                   | Rémy Labeau Lascary | 03.03.2003 | 2023           | 2028        |     |

## Bedeutende ehemalige Spieler
- Hervé Arsène (1987–1989, 1991–1998)
- Serge Aurier (2009–2012)
- Guillaume Bieganski (1959–1963)
- Jocelyn Blanchard (1999–2003)
- Roger Boli (1989–1996)
- Farès Bousdira (1971–1978)
- François Brisson (1981–1985)
- Philippe Brunel (1991–2001)
- Titi Camara (1995–1997)
- Éric Carrière (2004–2008)
- Adama Coulibaly (1999–2008)
- Daniel Cousin (2004–2007)
- Mickaël Debève (1994–2002)
- Jean Deloffre (1958–1965)
- Yohan Démont (2005–2013)
- Frédéric Déhu (1991–1999)
- Alou Diarra (2004–2006)
- El Hadji Diouf (2000–2002)
- Anto Drobnjak (1997–1998)
- Benoit Assou-Ekotto (2003–2006)
- Eugeniusz Faber (1971–1975)
- Hervé Flak (1975–1984)
- Marc-Vivien Foé (1994–1999)
- Francis Gillot (1982–1988, 1989–1993)
- Ryszard Grzegorczyk (1971–1975)
- Erich Habitzl (1954–1956)
- Vitorino Hilton (2004–2008)
- Valérien Ismaël (1998–2002)
- Charles Itandje (2002–2007)
- Egon Jönsson (1955–1957)
- Seydou Keita (2002–2007)
- Richard Krawczyk (1963–1968, 1976–1979)
- Michel Lafranceschina (1958–1962)
- Pierre Laigle (1990–1996)
- Georges Lech (1962–1968)
- Daniel Leclercq (1974–1983)
- Xercès Louis (1949–1957)
- Cyrille Magnier (1987–1999)
- Daniel Moreira (1998–2004)
- Pascal Nouma (1998–2000)
- Alex Nyarko (1998–2000)
- Ahmed Oudjani (1958–1965)
- Bernard Placzek (1957–1969)
- Cyril Rool (1998–2001, 2002–2004)
- Vedran Runje (2007–2011)
- Didier Sénac (1977–1988)
- Antoine Sibierski (2000–2003)
- Éric Sikora (1985–2004)
- Didier Six (1977–1978)
- Vladimir Šmicer (1996–1999)
- Ladislas Smid (1934–1950)
- Rigobert Song (2002–2004)
- Michel Stievenard (1954–1961)
- Théodore Szkudlapski (1953–1958)
- John Utaka (2002–2007)
- Tony Vairelles (1995–1999, 2002)
- Raphaël Varane (2010–2011)
- Philippe Vercruysse (1980–1986, 1988, 1997)
- Jean-Guy Wallemme (1986–1998, 2001–2002)
- Guillaume Warmuz (1992–2003)
- Maryan Wisnieski (1953–1963)
- Daniel Xuereb (1981–1986)

## Trainer
Die Trainer des RC Lens seit 1934 waren:
| - Jack Harris (1934) - Robert De Veen (1934–1936) - Jack Galbraith (1936–1938) - Raymond François (1938) - József Eisenhoffer (1938–1939) - Jack Galbraith (1939) - Richard Buisson (1939–1941) - Georges Beaucourt (1941–1942) - Anton Marek (1942–1947) - Nicolas Hisbst (1948–1950) - Louis Dupal (1950–1953) - Anton Marek (1953–1956) - Félix Witkowski (1956–1958) - Karel Michlowski (1956–1958) - Jules Bigot (1958–1962) - Élie Fruchart (1962–1969) | - Arnold Sowinski (1970–1978) - Roger Lemerre (1978–1979) - Arnold Sowinski (1979–1981) - Jean Sérafin (1981–1982) - Gérard Houllier (1982–1985) - Joachim Marx (1985–1988) - Arnold Sowinski (1988) - Jean Parisseaux (1988–1989) - Philippe Redon (1989) - Marcel Husson (1989–1990) - Arnaud dos Santos (1990–1992) - Patrice Bergues (1992–1996) - Slavo Muslin (1996–1997) - Roger Lemerre (1997) - Daniel Leclercq (1997–1999) - François Brisson (1999–2000) | - Rolland Courbis (2000–2001) - Georges Tournay (2001) - Joël Muller (2001 – Januar 2005) - Francis Gillot (Januar 2005 – Mai 2007) - Guy Roux (Juni – August 2007) - Jean-Pierre Papin (August 2007 – Mai 2008) - Jean-Guy Wallemme (Juni 2008 – Dezember 2010) - László Bölöni (Januar 2011 – Mai 2011) - Jean-Louis Garcia (Juni 2011 – September 2012) - Éric Sikora (September 2012 – Juni 2013) - Antoine Kombouaré (Juli 2013 – Juni 2016) - Alain Casanova (Juli 2016 – August 2017) - Éric Sikora (August 2017 – Mai 2018) - Philippe Montanier (Mai 2018 – Februar 2020) - Franck Haise (Februar 2020 – Juni 2024) - Will Still (ab Juli 2024) |

## Frauenfußball
Eine eigene Frauenabteilung besitzt Racing erst seit der Saison 2020/21, nachdem es zu einer fusion-absorption mit dem Arras FCF gekommen war, also zu einer Mischung aus gleichberechtigtem Zusammenschluss und der Übernahme des kleinen Klubs durch den großen. Lens übernimmt zu diesem Zeitpunkt das Zweitliga-Startrecht des Vorgängers. Auch unter dem neuen Namen spielt das erste Team weiterhin überwiegend im Stade Degouve-Brabant von Arras. Erste Trainerin eines rot-gelben Frauenteams ist die erfahrene Sarah M’Barek.
Zur Saison 2025/26 gelang Lens’ Frauen unter M’Barek erstmals der Aufstieg in die Première Ligue.